# カジヤ古墳
カジヤ古墳（カジヤこふん）は、京都府京丹後市峰山町杉谷カジヤにある古墳。4世紀半ばに築造された円墳である。京丹後簡易裁判所やゆうかり子ども園（旧・峰山保育所）付近にあった。

## 遺構・遺物

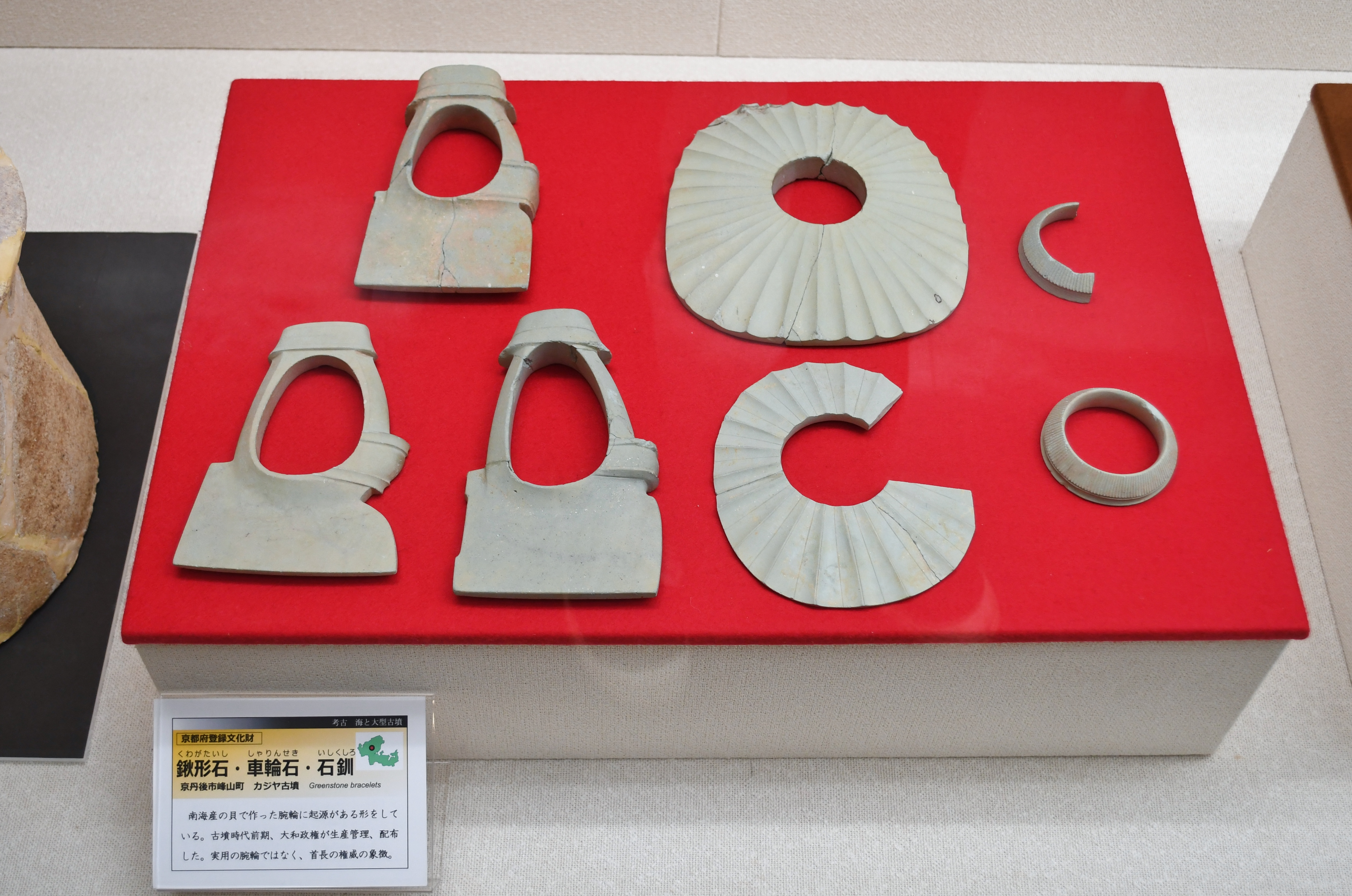
鍬形石・車輪石・石釧京都府立丹後郷土資料館展示。

長径約73メートル、短径約55メートル、高さ約9メートルの円墳である。楕円形の墳丘を有し、墳丘に4基の埋葬施設が設けられている。
1972年（昭和47年）2月に峰山町教育委員会によって発掘調査が行われ、竪穴式石室や木棺などの遺物が発見された。副葬品としては銅鏡・鉄器類・玉類・石製腕飾類等などが発見されており、鍬形石、車輪石、石釧等の石製腕飾類が同時に出土したのは丹後地方初の例だった。4世紀後半頃に竹野川中流域を治めていた統治者の墓とされる。
京都府立丹後郷土資料館に寄託されているカジヤ古墳出土品は京都府登録文化財に登録されている。京丹後簡易裁判所の南側にはカジヤ古墳に関する説明看板が建っている。